# Wedekindhaus
Koordinaten: 52° 9′ 8,9″ N, 9° 57′ 5,9″ O

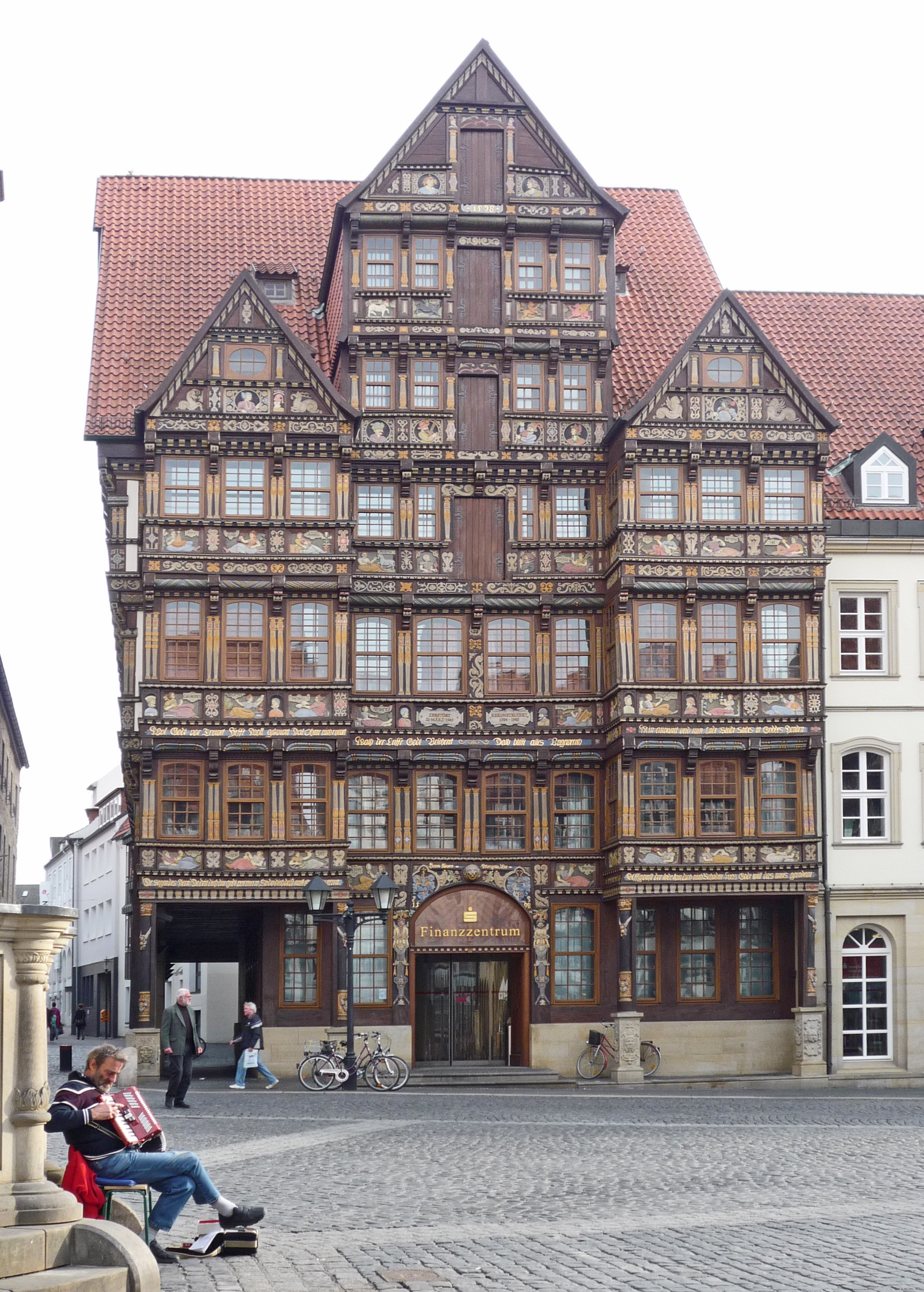
Platzfassade (Aufnahme 2011)

Das Wedekindhaus (auch Wedekindsches Haus oder Storrehaus) ist ein Fachwerkhaus im Renaissancestil an der Südseite des Marktes in Hildesheim. Die Adresse lautet Rathausstraße 21, da die Rathausstraße den Marktplatz passiert.

## Geschichte und Beschreibung
Das Original des Wedekindhauses wurde 1598 am Marktplatz an prominenter Stelle schräg gegenüber dem Rathaus von dem Kaufmann Hans Storre († 1610) als Wohn- und Geschäftshaus errichtet. Storre stammte aus der Hildesheimer Patrizierfamilie Storre. Als Hausname setzte sich jedoch weitgehend nicht der Name des Erbauers, sondern der seines Nacheigentümers Wedekind durch. 1900 fand eine grundlegende Renovierung statt, dann waren städtische Büroräume im Haus untergebracht, danach Geschäftsräume der Sparkasse.
Der Bombenangriff auf Hildesheim am 22. März 1945 führte zu einer Totalzerstörung des Hauses. In der frühen Nachkriegszeit entstand zunächst 1950 ein Sparkassenbau nach Entwurf des Göttinger Architekten Diez Brandi. Dieser schlichte Neubau wich 1983 im Zuge der Gesamtrekonstruktion des historischen Marktplatzes dem 1984 bis 1986 entstandenen zweiten Nachkriegs-Neubau. Hierbei wurde die Fassade des Wedekindhauses weitgehend originalgetreu rekonstruiert. Dasselbe Rekonstruktionsprinzip galt für die Fassaden der sich rechts, d. h. westlich anschließenden Frontseiten des Lüntzelhauses und des Rolandstifts. Hinter der Fassadenfront dieser drei Häuser verbirgt sich der zusammenhängende Neubau des Hauptsitzes der Sparkasse Hildesheim Goslar Peine (Rathausstraße 21–23).

Die zum Marktplatz zeigende viergeschossig auskragende Hauptfassade des rekonstruierten Wedekindhauses trägt ein traufenständiges Satteldach und ist durch ein mächtiges Dach-Zwerchhaus in der Mitte sowie zwei flankierende Ausluchten mit niedrigeren Giebeln gegliedert, so dass sich eine reizvolle Dreigiebelfront ergibt. Die rekonstruierte Fachwerkfassade aus Eichenholz ist in den Brüstungsfeldern reich mit Schnitzereien geschmückt, die Tugenden, Laster und freien Künste symbolisieren.

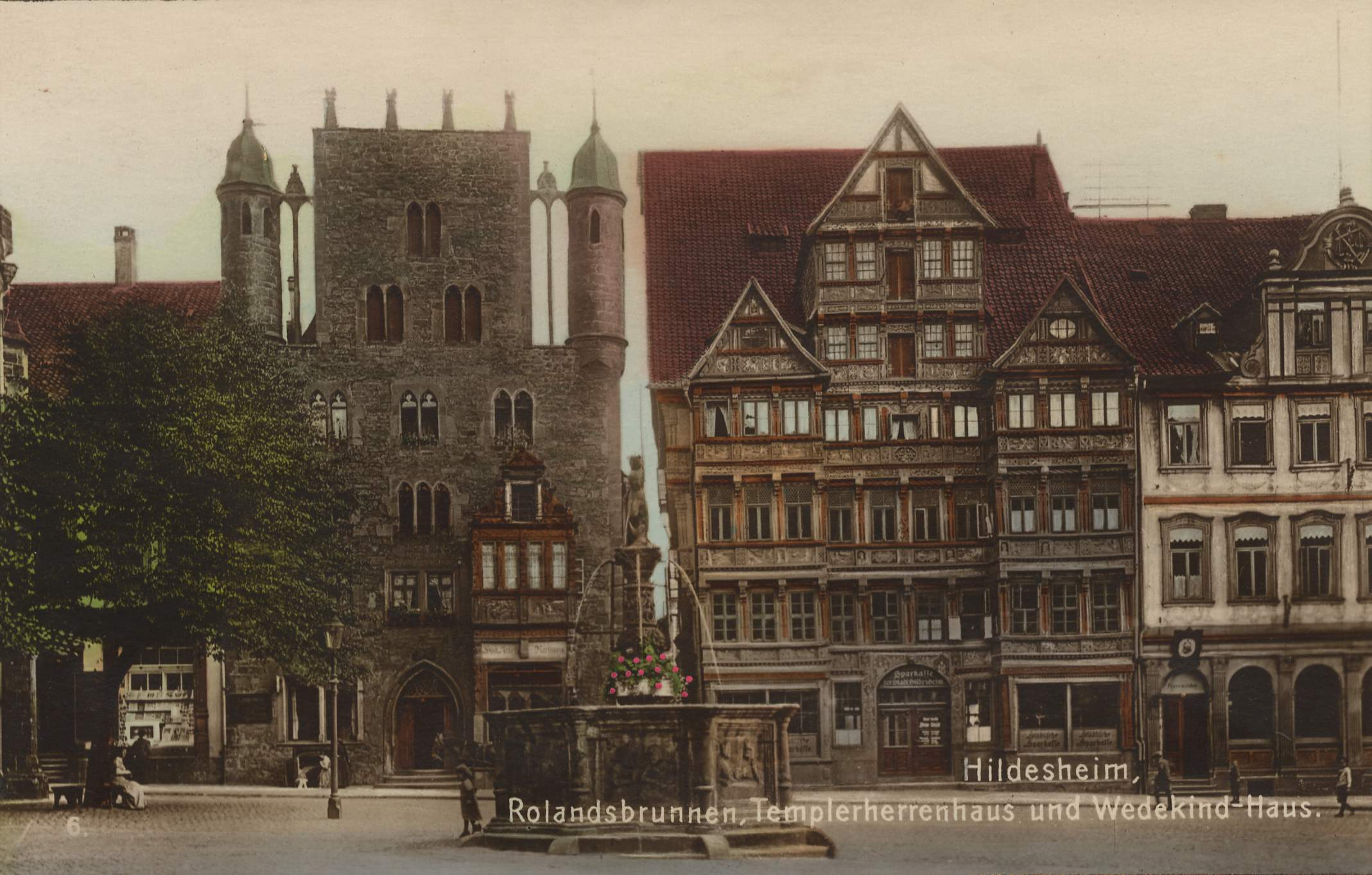
Ansichtskarte der Marktplatz-Südseite (um 1900)
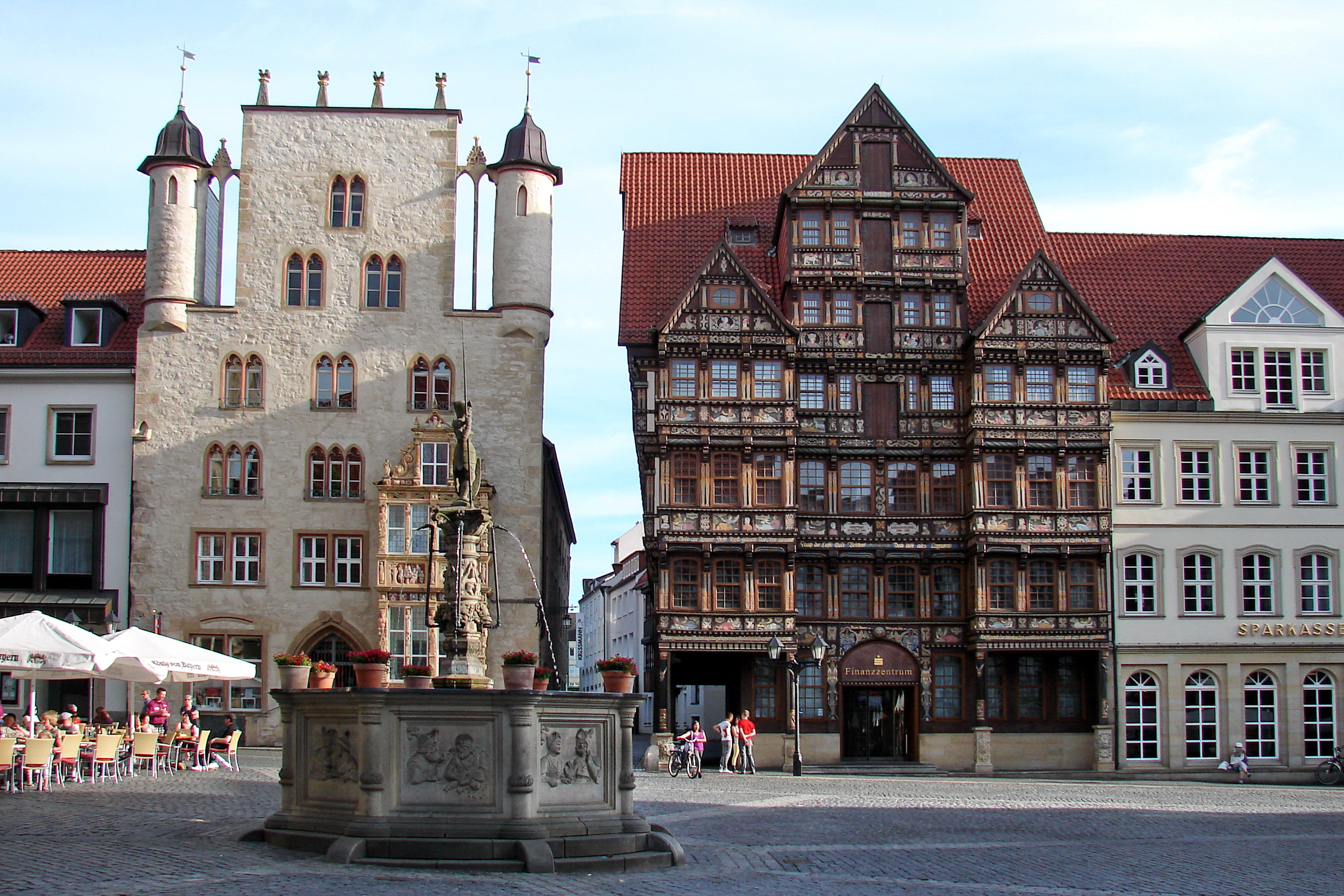
Marktplatz-Südseite, links Tempelhaus, Mitte Wedekindhaus, dazwischen die Einmündung der Judenstraße (Aufnahme 2012)
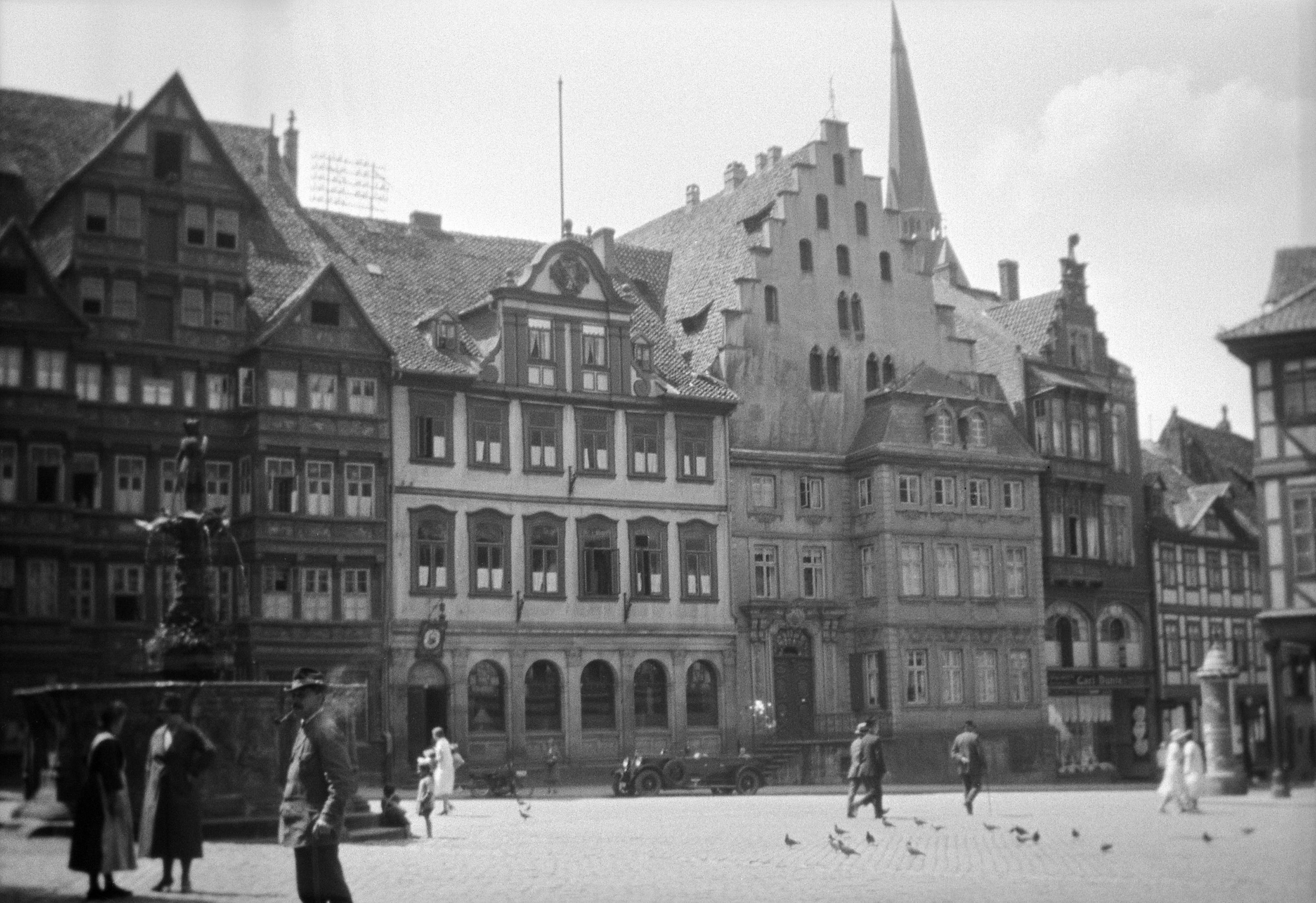
Marktplatz-Südseite, links das Wedekindhaus (1927)
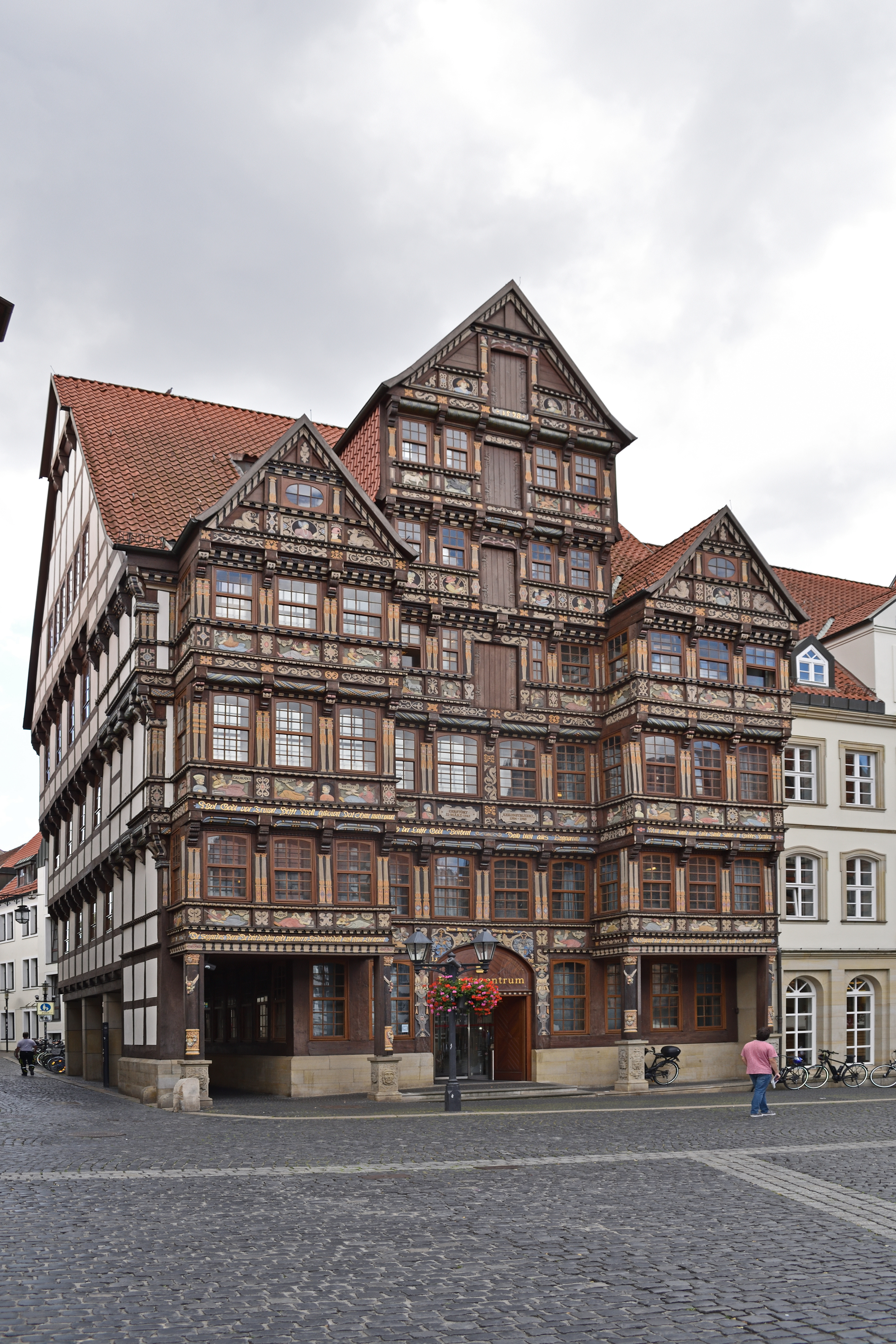
Eckansicht des Wedekindhauses, links mündet die Judenstraße auf den Markt (Aufnahme 2020)
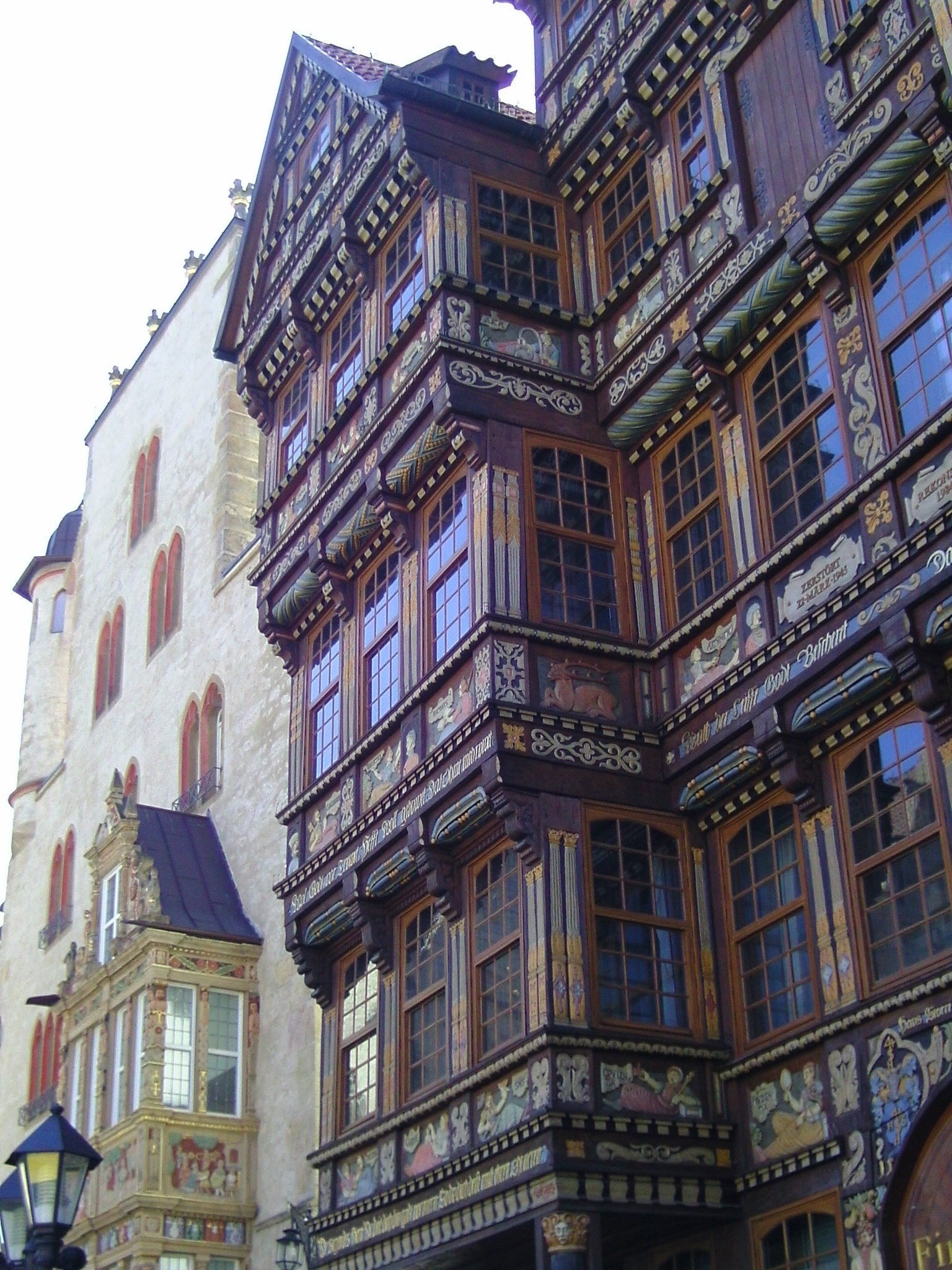
Seitenansicht der nordöstlichen Utlucht mit den gut sichtbaren Geschossauskragungen und der Fassadenzier (Aufnahme 2011)
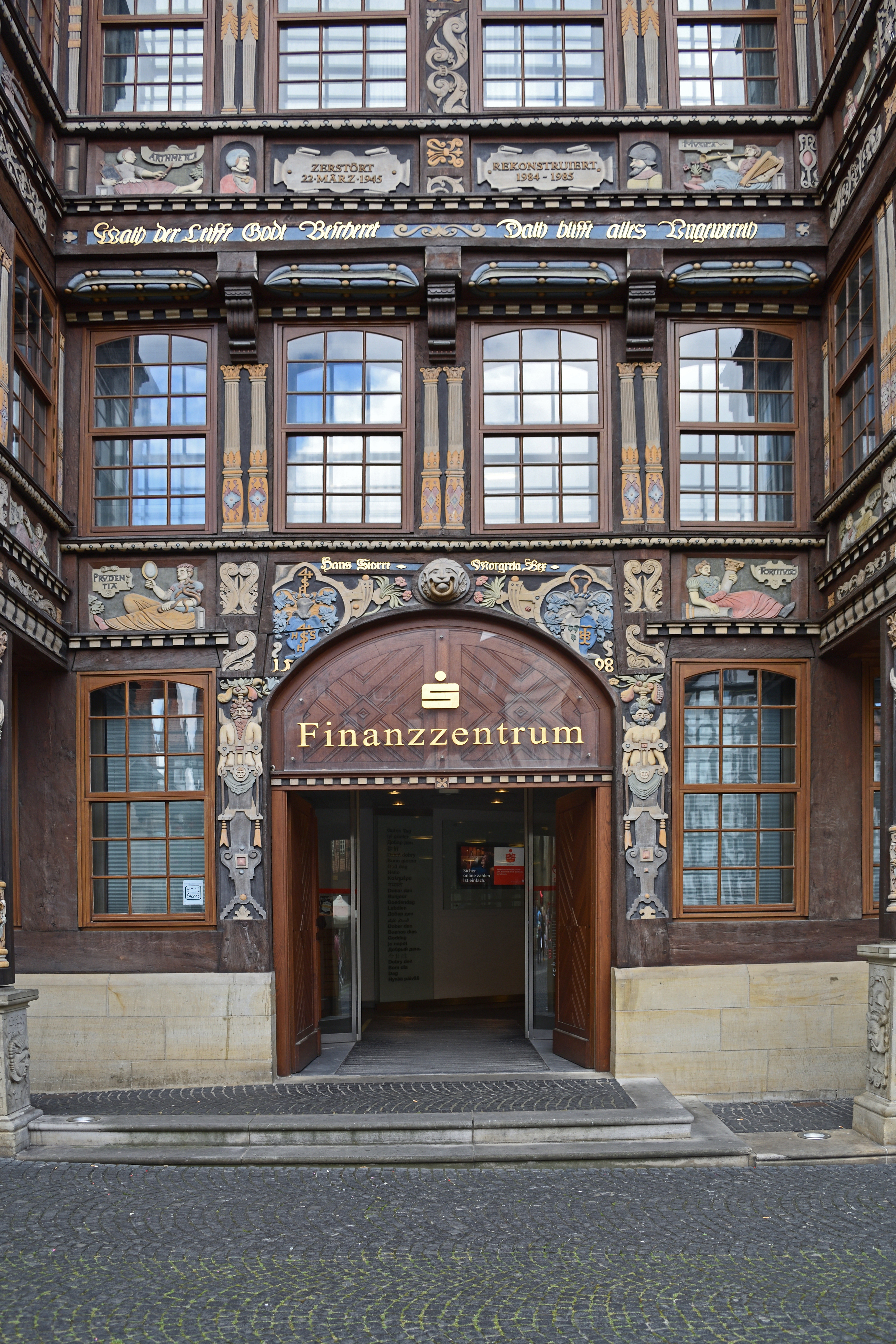
Mittlerer Haupteingang, jetzt zur Sparkasse (Aufnahme 2020)
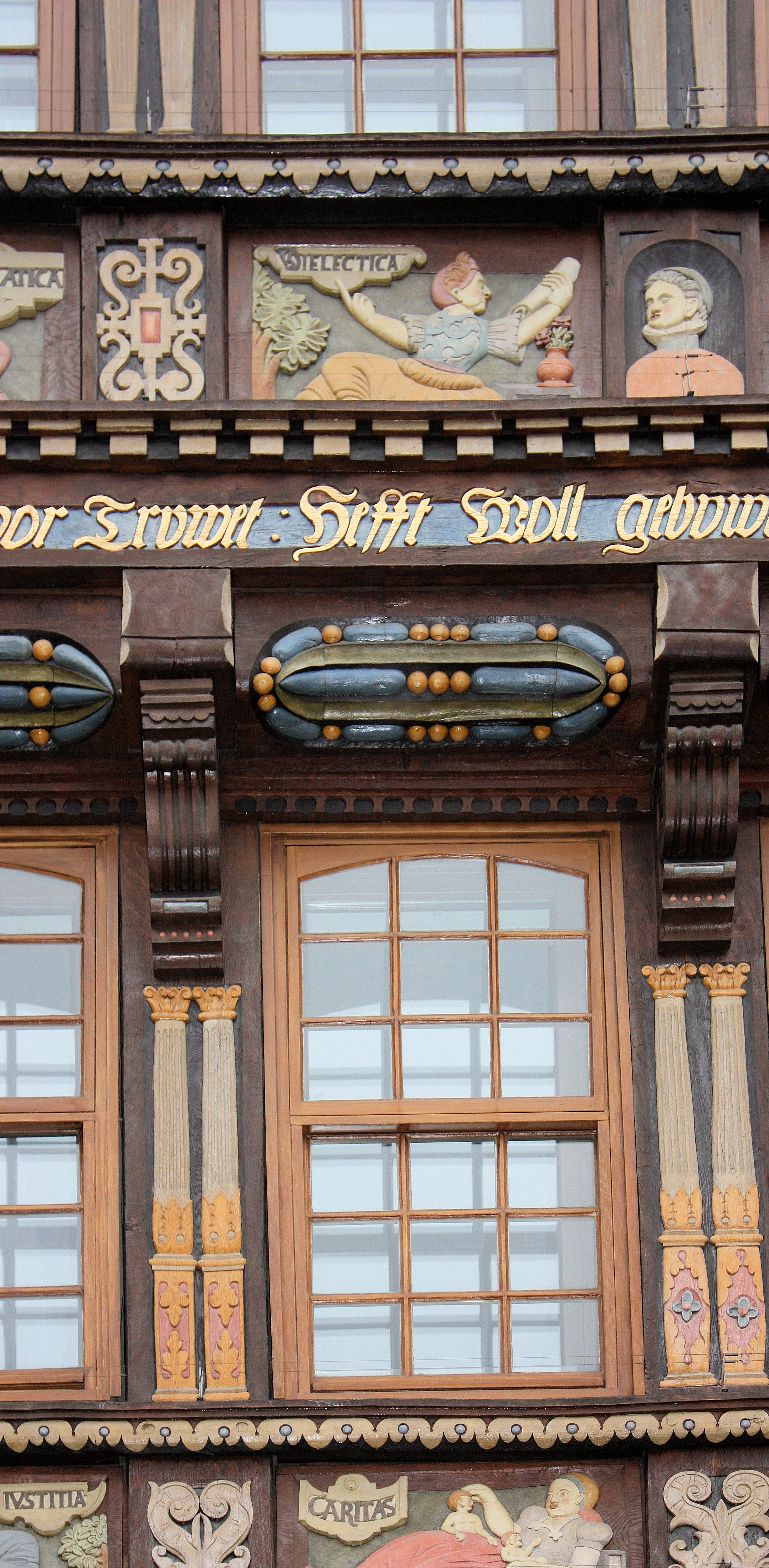
Fassadendetail (Aufnahme 2011)
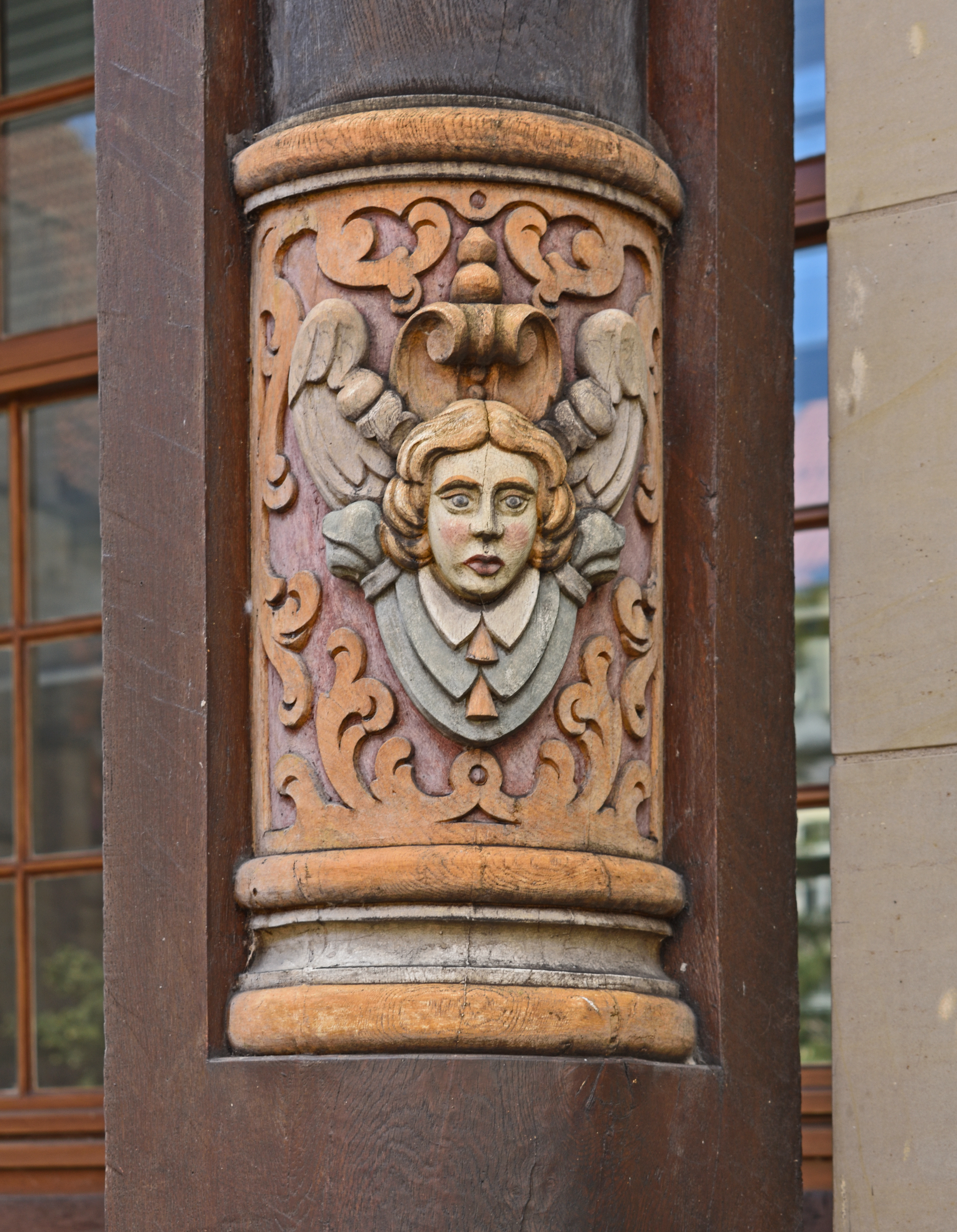
Fassadendetail (Aufnahme 2020)